# Beechcliff
Beechcliff – wieś w Anglii, w hrabstwie Staffordshire. Leży 16 km na północny zachód od miasta Stafford i 213 km na północny zachód od Londynu.